# Mesochorus funestus
Mesochorus funestus là một loài tò vò trong họ Ichneumonidae.